# Peyssies
 Peyssies  là một xã thuộc tỉnh Haute-Garonne trong vùng Occitanie tây nam nước Pháp. Xã này nằm ở khu vực có độ cao trung bình 225 mét trên mực nước biển.
Sông Louge tạo thành phần lớn ranh giới phía tây thị trấn.